# Deoria
Deoria (Hindi: देवरिया, Urdu: دیوریا; Devriyā, [ˈd̪eːo̯rɪjɑ]) ist eine Stadt im nordindischen Bundesstaat Uttar Pradesh mit rund 130.000 Einwohnern (Volkszählung 2011).
Die Stadt liegt im Nordosten Uttar Pradeshs nahe der Grenze zum Nachbarbundesstaat Bihar rund 50 Kilometer südöstlich von Gorakhpur. Die Stadt ist Verwaltungssitz des Distrikts Deoria. Durch Deoria führt die Bahnstrecke von Gorakhpur nach Siwan.